# Frosta
Frosta est une commune norvégienne située dans le comté de Trøndelag. Elle fait partie de la région du Stjørdalen.

## Géographie
Frosta est située au centre du comté de Trøndelag, sur une péninsule de 76,34 km2 dans le fjord de Trondheim, au nord-est de la ville du même nom. Elle ne possède de limite terrestre qu'avec la commune de Levanger à l'est.